# Cleistocactus laniceps
Cleistocactus laniceps es una especie de planta suculenta perteneciente al género Cleistocactus, dentro de la familia Cactaceae. Es endémica de Bolivia. 

## Descripción

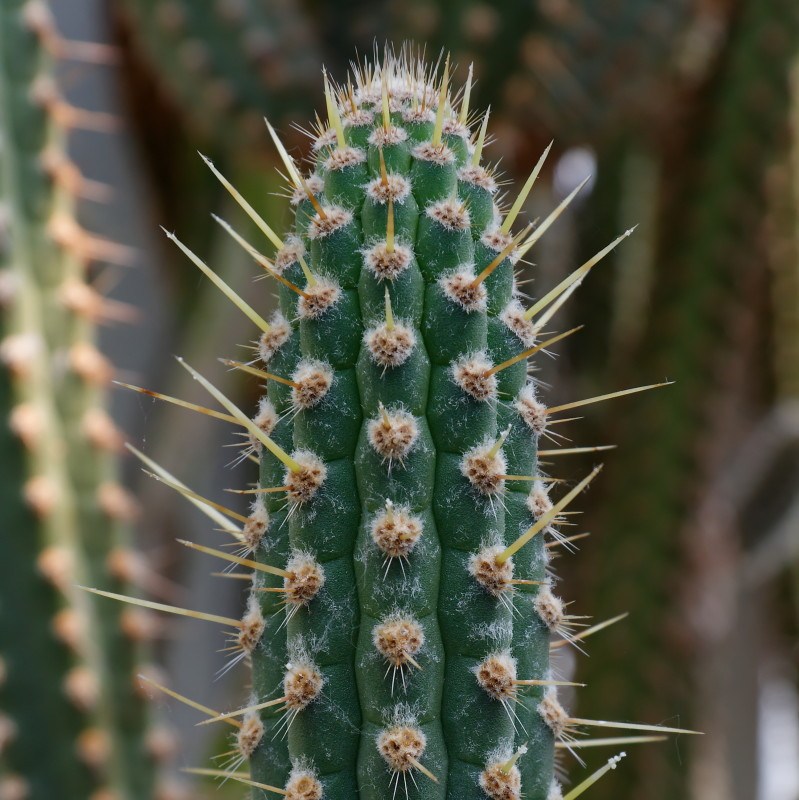
Ápice del tallo

Cleistocactus laniceps es una especie de cactus columnar que crece como un arbusto, alcanzando una altura de hasta 4 m y un diámetro de hasta 5 cm. 
Presenta alrededor de 9 costillas romas, sobre las que se asientan grandes areolas cubiertas de una llamativa lana grisácea-amarillenta y afieltrada. En ellas encontramos tres espinas grises con forma de punzón y que miden hasta 1,5 cm de largo.
Las flores son de color rojo y miden hasta 3,5 cm de largo. El tubo de la flor, ligeramente curvado, es bastante lanoso, y los pétalos exteriores están ligeramente separados. Además, al igual que la mayoría de las especies del género, las flores apenas se abren. 

Los frutos son esféricos y de color rojo. Son densamente lanosos y no crecen más allá de 1 cm de diámetro.

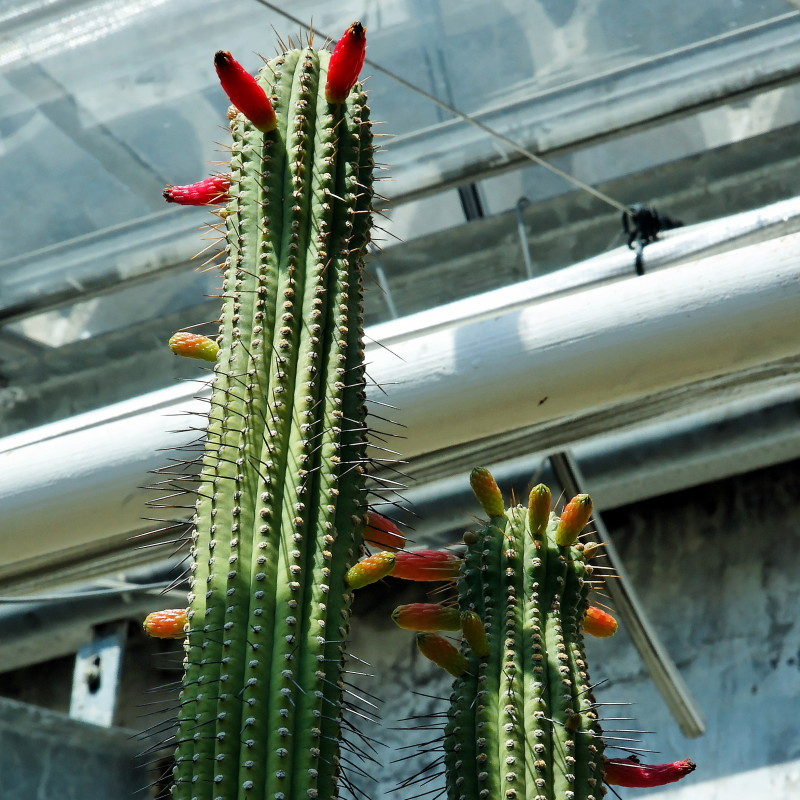
Tallo en flor

## Distribución y hábitat
El área de distribución nativa de esta especie es Bolivia (concretamente en los departamentos bolivianos de La Paz y Cochabamba en los Yungas) y crece principalmente en el bioma desértico o de matorral seco, a altitudes de 1300 a 2500 metros.

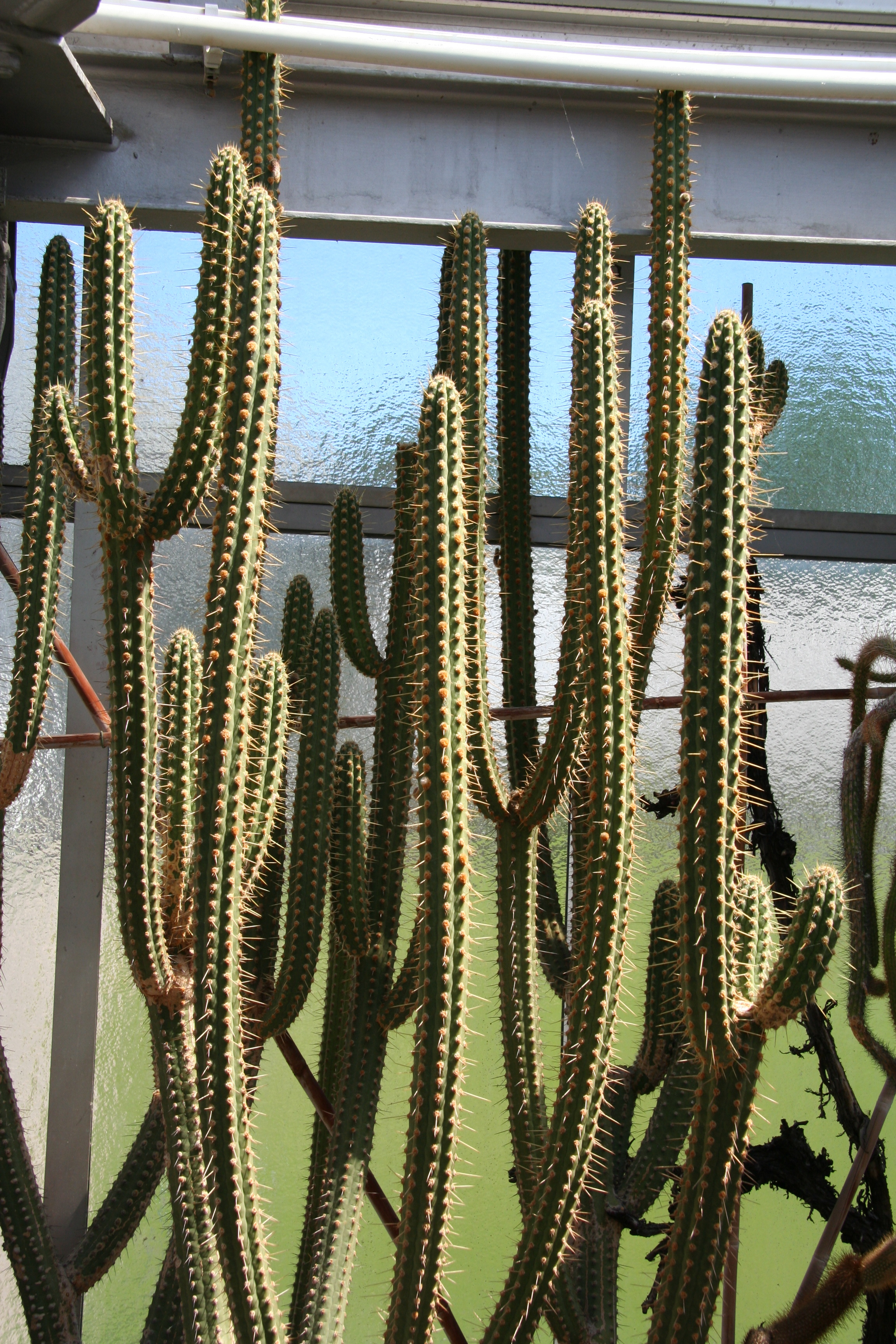
Apariencia de la planta

## Taxonomía
La primera descripción de esta especie fue como Cereus laniceps, publicada en 1897 por el botánico alemán Karl Moritz Schumann en la revista ilustrada Gesamtbeschreibung der Kakteen: 93.
Posteriormente, el botánico Robert Roland-Gosselin colocó la especie en el género Cleistocactus, pasando a llamarse Cleistocactus laniceps y anotando estos cambios en la revista científica Bulletin Mensuel de la Societe Centrale d'Agriculture, d'Horticulture et d'Acclimatation de Nice et des Alpes-Maritimes 44: 32 en el año 1904.
Etimología
- Cleistocactus: nombre genérico que deriva de la combinación de la palabra griega kleistos (que significa ‘cerrado’), y cactus (término latino que alude a las plantas del género Cactaceae), haciendo referencias a que son ‘cactus con flores cerradas’ ya que, en algunas especies, las flores apenas se abren y parecen estar cerradas.
- laniceps: epíteto específico latino que deriva de las palabras latinas lana (que significa 'lana') y ceps (que significa 'con cabeza'), haciendo referencia a las características areolas densamente lanudas de la especie.[5]

## Estado de conservación
En la Lista Roja de Especies Amenazadas de la UICN, la especie está clasificada como de “Preocupación Menor (LC)”.

## Usos
Se cultiva principalmente como planta ornamental y su propagación se realiza a través de esquejes o semillas.